# Episodi di Broad City (terza stagione)
La terza stagione della serie televisiva Broad City è stata trasmessa in prima visione negli Stati Uniti su Comedy Central dal 17 febbraio al 20 aprile 2016.
In Italia la stagione viene trasmessa su Comedy Central dal 13 maggio al 10 giugno 2024.
| n° | Titolo originale | Titolo italiano   | Prima TV USA     | Prima TV Italia |
| -- | ---------------- | ----------------- | ---------------- | --------------- |
| 1  | Two Chainz       | Due catene        | 17 febbraio 2016 | 13 maggio 2024  |
| 2  | Co-Op            | Cooperativa       | 24 febbraio 2016 | 13 maggio 2024  |
| 3  | Game Over        | Game Over         | 2 marzo 2016     | 20 maggio 2024  |
| 4  | Rat Pack         | La festa di Jaime | 9 marzo 2016     | 20 maggio 2024  |
| 5  | 2016             | 2016              | 16 marzo 2016    | 27 maggio 2024  |
| 6  | Philadelphia     | Philadelphia      | 23 marzo 2016    | 27 maggio 2024  |
| 7  | B&B-NYC          | B&B a New York    | 30 marzo 2016    | 3 giugno 2024   |
| 8  | Burning Bridges  | Tagliare i ponti  | 6 aprile 2016    | 3 giugno 2024   |
| 9  | Getting There    | In viaggio        | 13 aprile 2016   | 10 giugno 2024  |
| 10 | Jews on a Plane  | Ebrei in volo     | 20 aprile 2016   | 10 giugno 2024  |